# Abd al-Rahman III
Abd-ar-Rahman III (Abd al-Rahman bin Muhammad bin Abd Allah; 11 tháng 11 năm 889 – 15 tháng 10 năm 961) là vương công của Cordoba, (912–961) thuộc nhà Banu Umayyah tại Al-Andalus (Hispania), trở thành khalip xứ Cordoba năm 929. Năm 22 tuổi, ông lên ngôi và cai trị suốt nửa thế kỷ với tư cách là ông hoàng lừng lẫy nhất của nhà Banu Umayyah ở bán đảo Iberia.
Ông thực hiện chính sách khoan dung tôn giáo đối với các cộng đồng tôn giáo khác Hồi giáo, ông đánh bại nhà Fatima, và ủng hộ các kẻ thù của Fatima ở châu Phi đồng thời xưng làm khalip (vua Hồi giáo).